# Echium boissieri
Echium boissieri é uma espécie de planta com flor pertencente à família Boraginaceae. 
A autoridade científica da espécie é Steud., tendo sido publicada em Nomencl. Bot. [Steudel], ed. 2. 1: 540. 1840.

## Portugal
Trata-se de uma espécie presente no território português, nomeadamente em Portugal Continental.
Em termos de naturalidade é nativa da região atrás indicada.

## Protecção
Não se encontra protegida por legislação portuguesa ou da Comunidade Europeia.